# 알래스카 해류

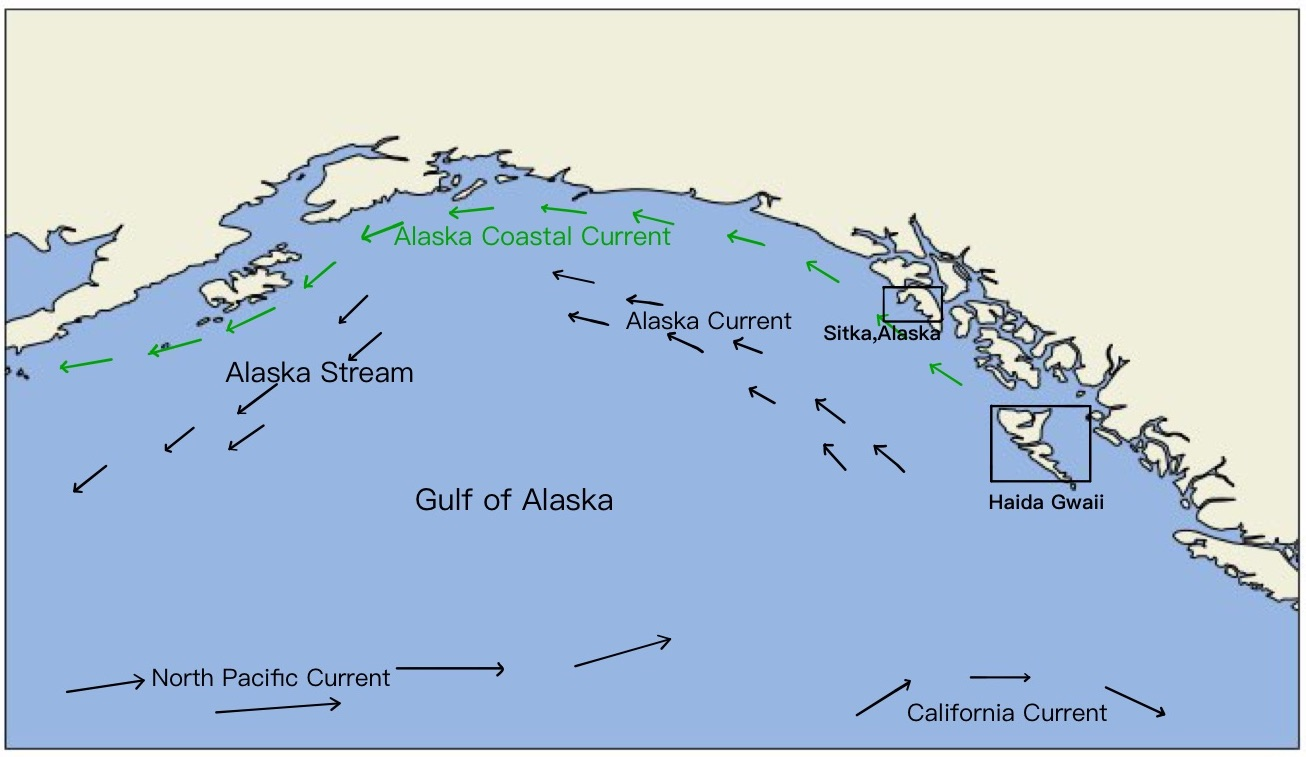

알래스카 해류(Alaska Current)는 약 48~50°N에서 시작하여 북아메리카 대륙 서해안을 따라 흐르는 남서부의 얕은 난류이다. 알래스카 해류는 하이다과이 서쪽(Haida Eddies)과 알래스카주 싯카 서쪽(Sitka Eddy)의 두 지점에서 시계 방향으로 큰 소용돌이를 생성한다.

## 경로
알래스카 해류는 북태평양 해류의 일부가 북쪽으로 방향 전환되면서 발생한다. 북태평양 해류는 캘리포니아 해류와 알래스카 해류에 에너지를 공급한다. 알래스카 해류의 일부를 형성하고 코디악 섬 근처에서 시작하여 알래스카 반도를 따라 남서쪽으로 흐르는 알래스카 해류로 이어진다. 알래스카 해류의 일부는 남쪽으로 향하고 북태평양 해류 재순환의 일부가 되어 알래스카 환류의 고리를 완성한다.

## 같이 보기
- 해류
- 환류 (해양학)
- 물리해양학
- 알래스카만
- 캘리포니아 해류